# مخرمة معقفة
المُخَرَّمة المُعَقَّفة (بالإنجليزية: Crocheted lace)‏ هي تطبيق لفن التعقيف. بشكل عام، تستخدم خيوطاً رفيعة والكثير من أنماط الخياطة الزخرفية، غالباً مع خطوط متدفقة أو حواف متعرجة لإثارة الانتباه. كما يعطي التباين في حجم الثقوب للقطعة مظهراً مزركشاً.
لم تكن المخرمة المعقفة في الأصل تعتبر مخرمة حقيقية. اعتبر التعقيف وسيلة سهلة وأقل استهلاكاً للوقت، ولكن من الواضح أنه بديل أقل شأناً من المخرمات الحقيقية مثل مخرمة البكرة أو مخرمة الإبرة أو التشبيك. تحاول الأمثلة الأولى من المخرمات المعقفة إعادة إنتاج منتجات تقنيات التخريم الأخرى بأمانة قدر الإمكان. بمرور الوقت، أصبحت الاحتمالات العديدة والجمال المتأصل في المخرمات المعقفة موضع تقدير على نطاق واسع.
تشمل الأنماط الرئيسية للمخرمات المعقفة: معقفة فيليه والمعقفة الأيرلندية ومشتقاتها الحديثة ومعقفة الأناناس. توجد أيضاً مخرمات معقفة حرة الشكل، ومن الأمثلة على القطع التي تسعى جاهدة لتقليد المخرمة الشبكية.

## معرض صور

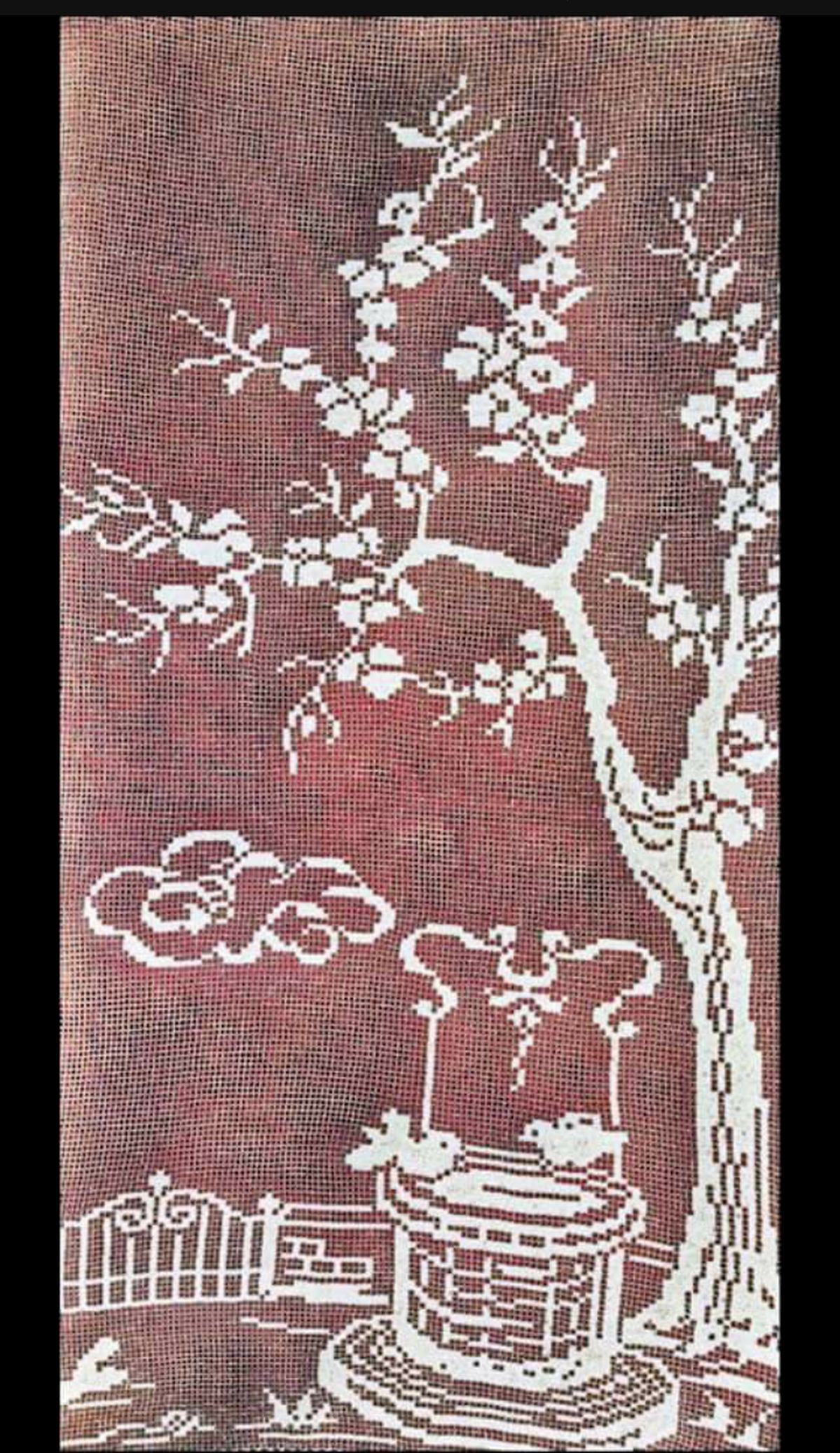
مخرمة فيليه إيطالية معقفة.
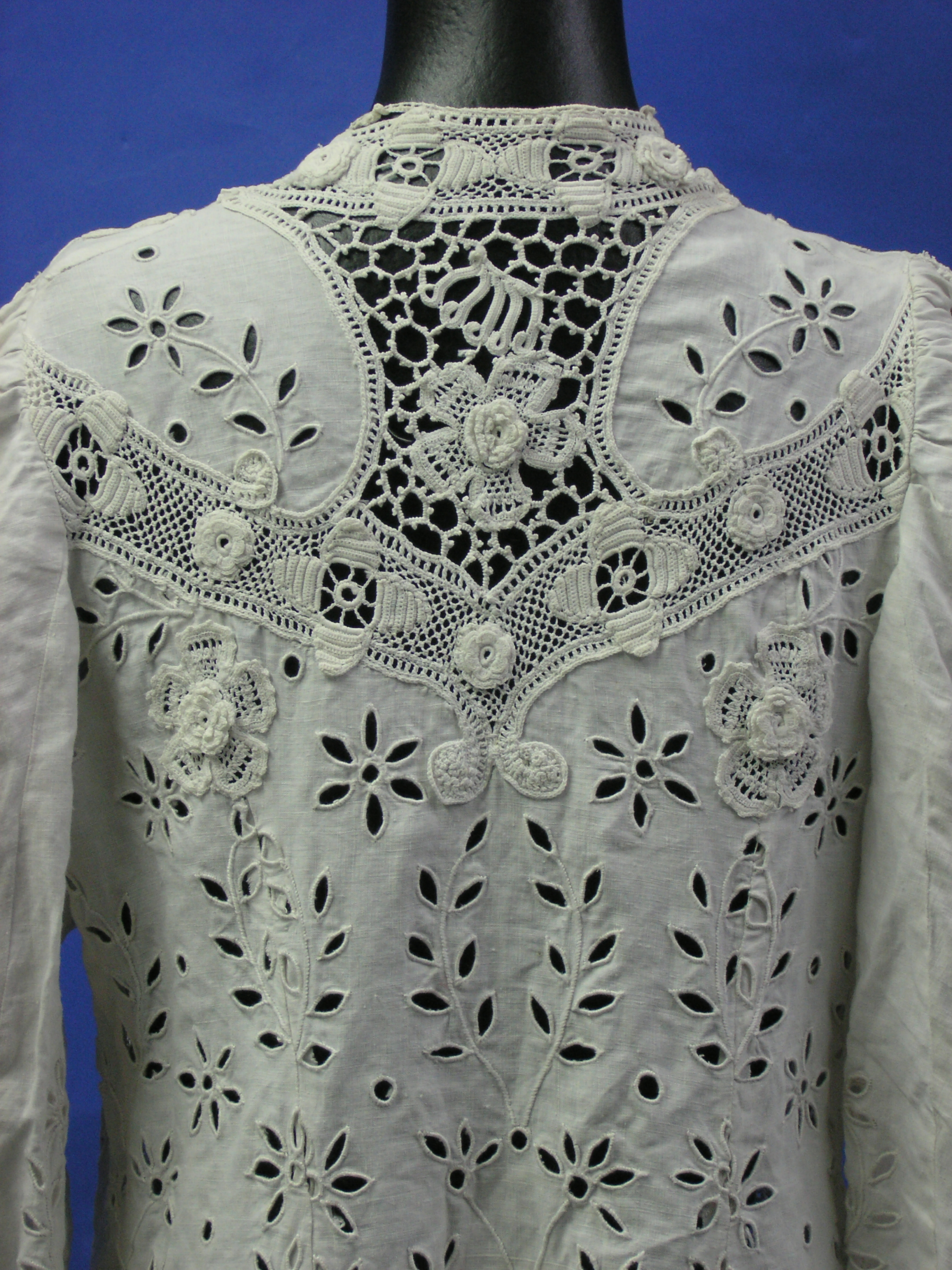
معطف المخرمة المعقفة الأيرلندية.
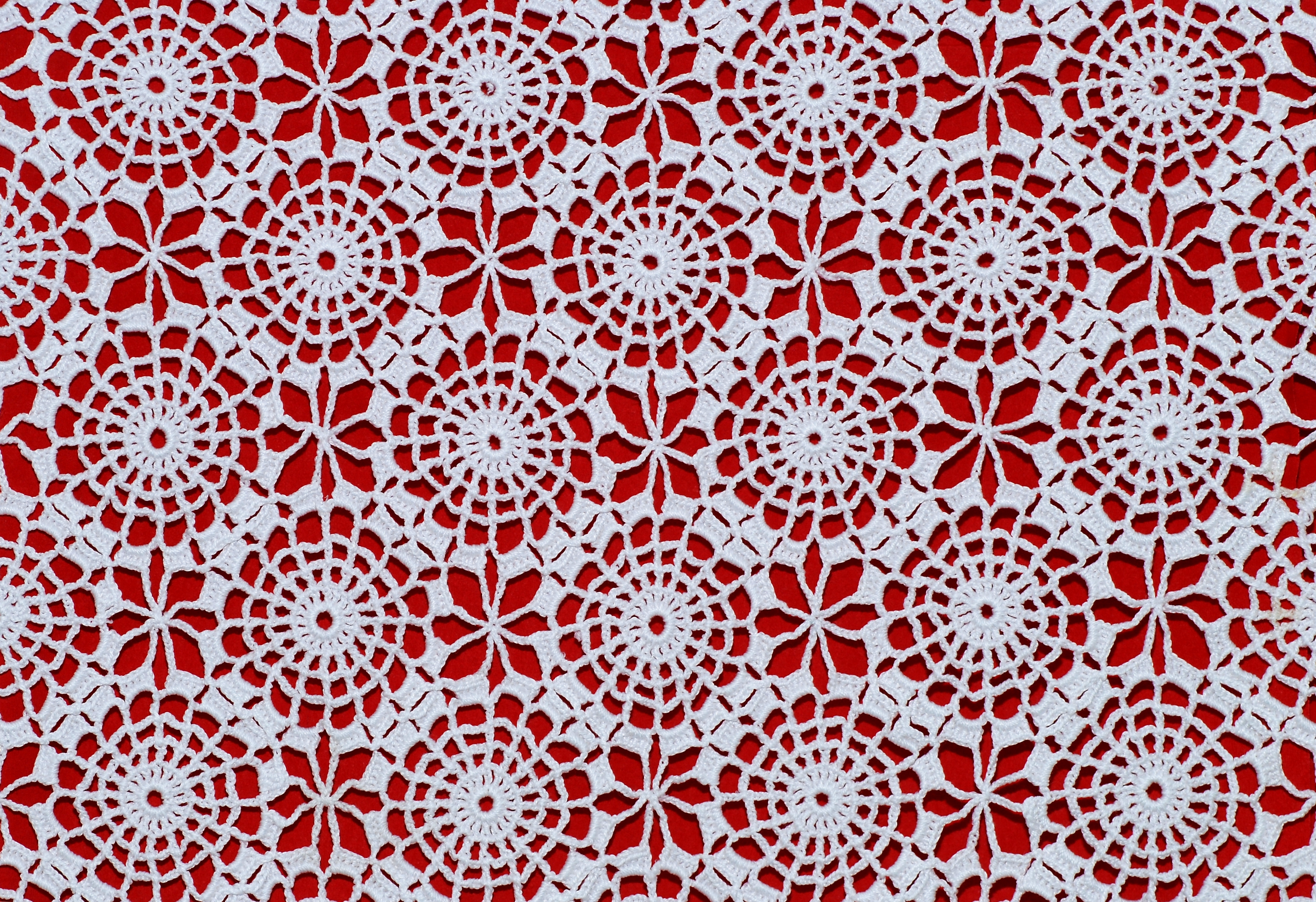
تفاصيل مفرش مائدة مخرم معقف فرنسي.
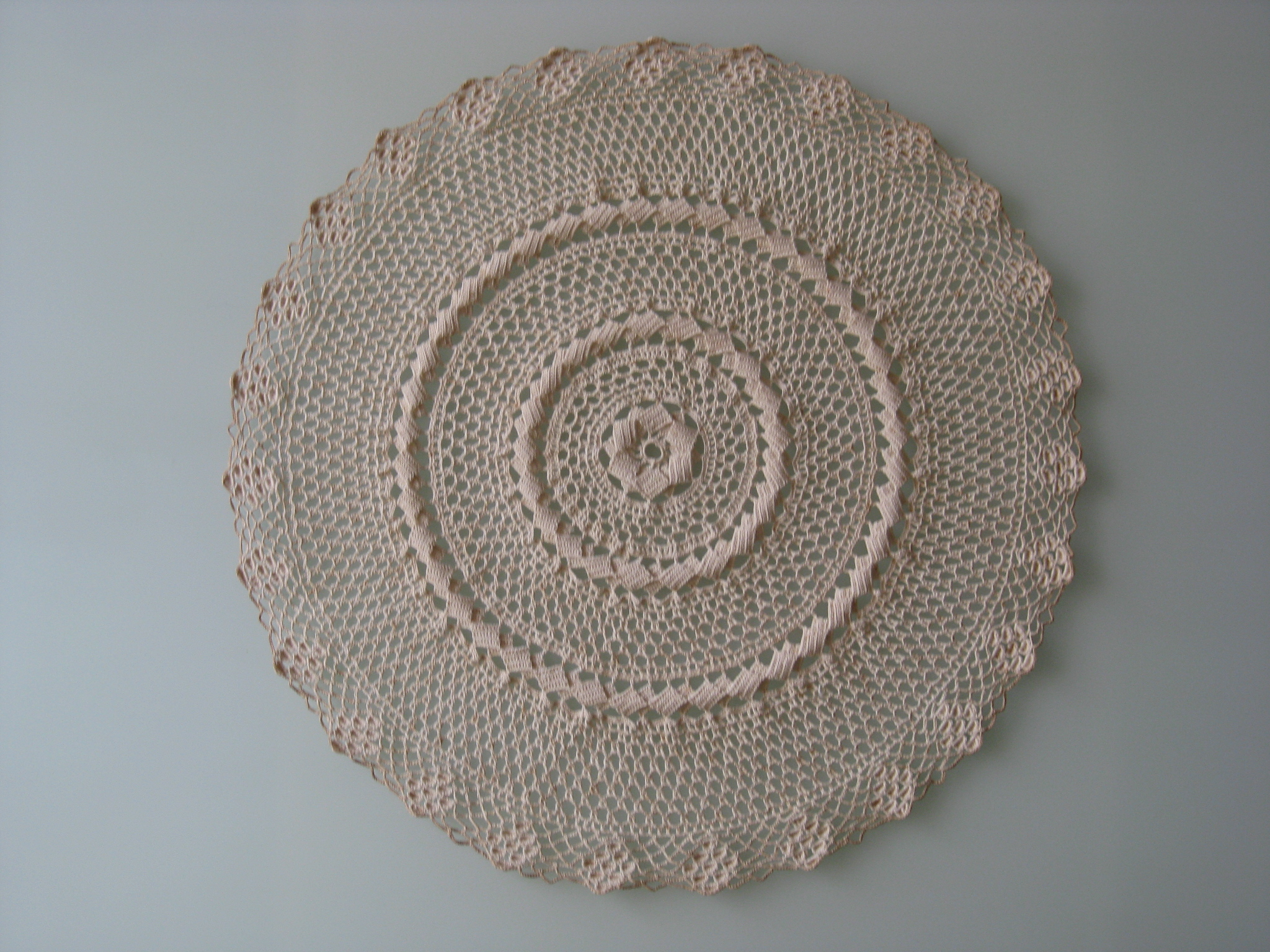
مفرش مخرم معقف إنجليزي.
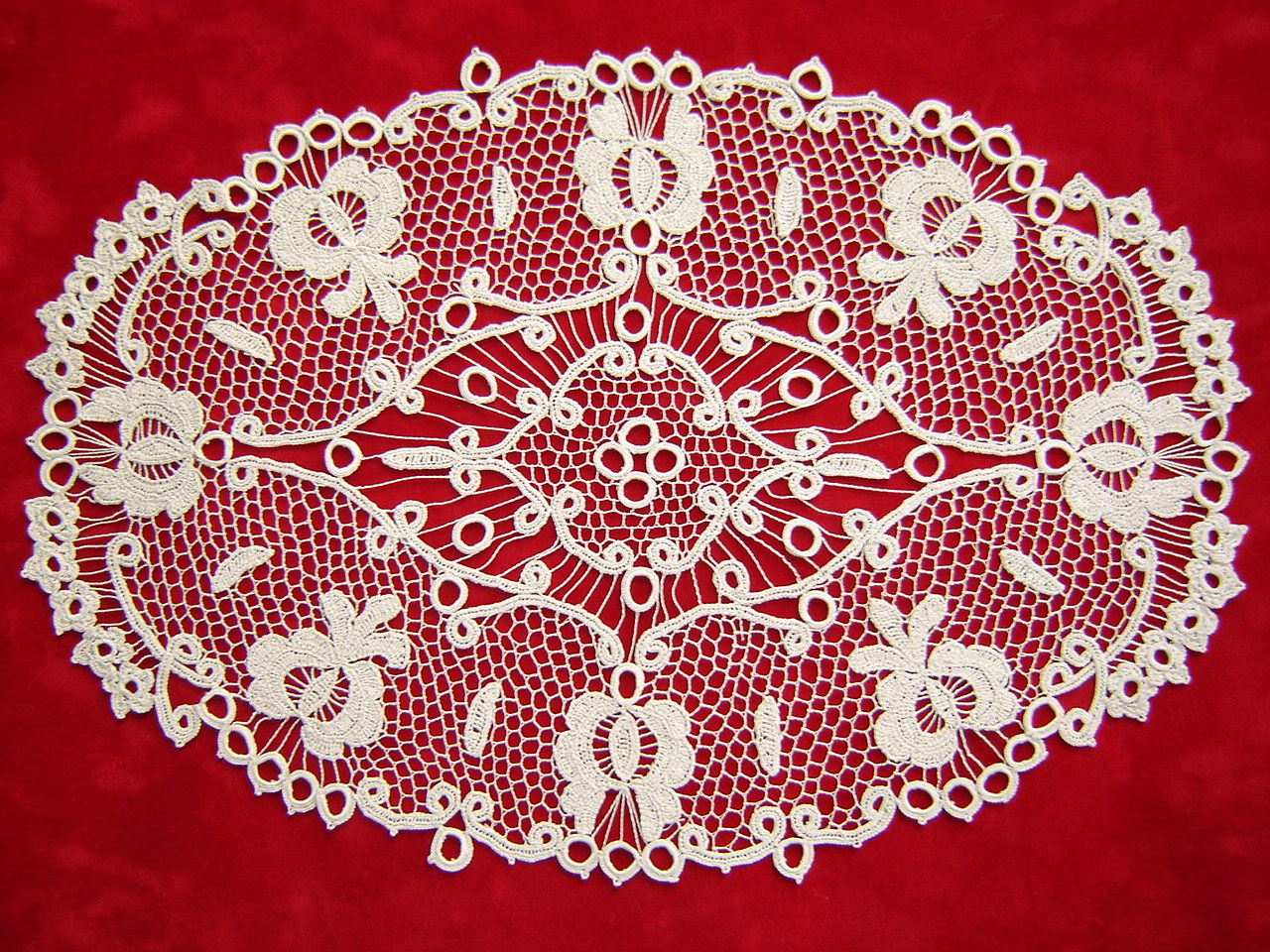